# Strümpfelbach (Wieslauf)
Der Strümpfelbach ist ein Bach im Rems-Murr-Kreis im nördlichen Baden-Württemberg, überwiegend im Gemeindegebiet von Althütte, der nach etwa 6 km langem Lauf ungefähr nach Süden beim Wohnplatz Sauerhöfle der Gemeinde Rudersberg von rechts in die Wieslauf mündet, die dort aus dem steilen Schluchtabschnitt nach ihrer Kehre ausgetreten ist.

## Name
Der Bach heißt abwärts des Zusammenflusses seiner beiden großen Oberläufe an der L 1022 Schöllhütte–Ebni nach allen amtlichen Karten Strümpfelbach.
Über die Namen dieser beiden Oberläufe herrscht allerdings Uneinigkeit. Auf dem topographischen Layer der amtlichen Gewässerkarte ist der von Nordwesten kommende rechte Oberlauf als Steinbach beschriftet, ebenso auch schon auf dem einschlägigen historischen Messtischblatt. Beide Karten beschriften den aus dem Norden kommenden linken Oberlauf nicht.
Nach den Gewässerlayern der amtlichen Gewässerkarte heißt dagegen der rechte Oberlauf Stümpfelbach (!) und der linke Oberlauf Steinbach.
Angesichts der gewöhnlich größeren onomastischen Unzuverlässigkeit der Gewässerlayer gegenüber dem topographischen, die sich hier auch im eher als Schreibfehler zu wertenden Namenswechsel zwischen dem angeblichen einen Oberlauf Stümpfelbach und  dem Unterlauf Strümpfelbach andeutet, ist wohl schlichtweg von einer Verwechslung der Oberläufe auf den Gewässerlayern auszugehen.
Im folgenden Artikel wird deshalb angenommen, dass der Strümpfelbach an der Quelle seines linken und nördlichen Oberlaufs beginnt und der rechte und nordöstliche Oberlauf wird als dessen Zufluss des Namens Steinbach behandelt.

## Geographie

### Verlauf
Der Strümpfelbach entsteht in einem größeren Waldgebiet etwa einen Kilometer östlich des Hohenstein-Gipfels im Gewann Ochsenhau und fast einen Kilometer südlich des Weilers Fautspach der Gemeinde Althütte. Die Quelle liegt auf etwa 505 m ü. NHN. Der Bach läuft im Wald anfangs südostwärts und dann mehr und mehr südwärts. Er durchfließt nach etwa 300 Metern einen Stauteich mit Mönch und nimmt nach 800 Metern nacheinander seine größeren Waldzuflüsse meist von links auf.
Von dort an fließt er ein bis zu drei Meter breit meist sehr naturnah, teils in kleinen Mäandern, überwiegend auf sandigem bis steinigem Bett, zuweilen auch über Sandsteinbänken, an deren Ende er über kleine Stufen fällt. Zuweilen hat er bis zu vier Meter hohe, mergelige Prallhänge, immer wieder speisen ihn kleine ufernahe Fließ- und Sickerquellen. Zwischen den beiden ersten großen Zuflüssen steht am Ufer der gefasste Gottschicksbrunnen, weiter talab passiert er zwei kleine Tümpel sowie einen aufgelassenen Stubensandsteinbruch am rechten Ufer.
Auf dem letzten Stück im Wald fließt er an einem Wanderparkplatz und danach einer dreieckigen Waldwiese mit Spielplatz vorbei. Dann fließt ihm kurz vor der L 1120 vom Weiler Schöllhütte von Althütte im Westen zum Weiler Ebni von Kaisersbach im Osten der Steinbach zu, der rechte große Oberlauf. Dieser entsteht im selben Waldgebiet auf etwa 545 m ü. NHN am Südosthang des Hohensteins und fließt bald südostwärts, erst zwischen dem Waldhang links und einem Wiesenhang rechts, dann in geschlossenem Wald. Da der Strümpfelbach bis zu seinem Zufluss erst einen Weg von 2,1 km zurückgelegt hat, ist der Steinbach mit 2,6 km der längere Oberlauf, doch ist sein 1,7 km² großes Einzugsgebiet kleiner als das des 2,0 km² umfassende des Strümpfelbach-Oberlaufastes.
Der Strümpfelbach unterquert gleich danach die Landesstraße und läuft von nun an in südlicher bis allenfalls südsüdöstlicher Großrichtung weiter, an linksseits Wald und rechtsseits meist Wiesen im Nahbereich von Schöllhütte vorbei. Etwas vor der nicht mehr betriebenen Sägmühle Nonnenmühle beginnt eine beidseitige Lichtung auf dem Talgrund, die sich etwa 200 Meter abwärts des Wohnplatzes an der ebenfalls nicht mehr betriebenen Nonnensägmühle wieder schließt.

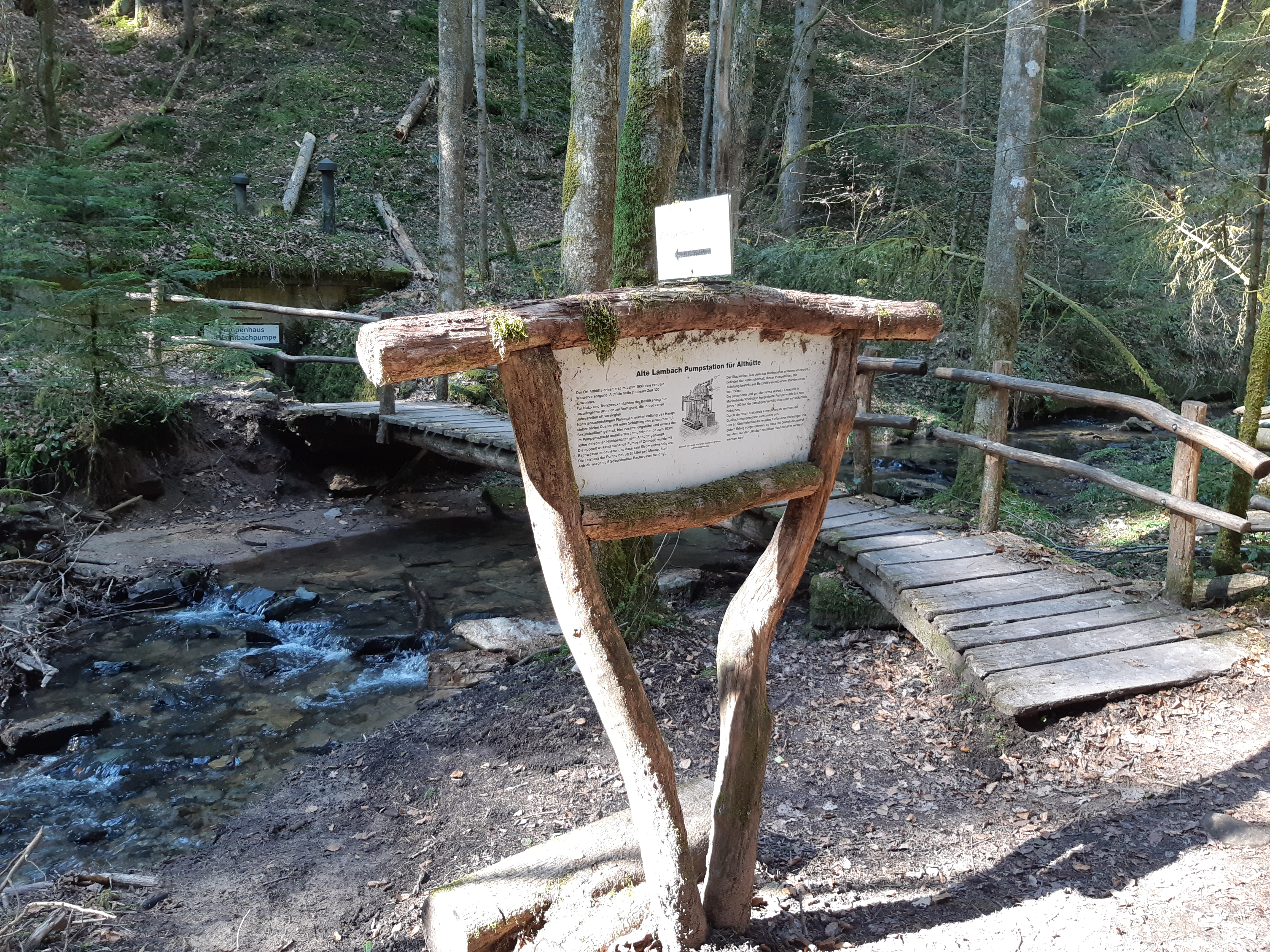
Strümpfelbach östlich von Althütte mit alter Trinkwasserpumpstation

Nun läuft der Bach im Naturschutzgebiet Strümpfelbachtal wieder im Wald unter Waldhängen, über dem westlichen stehen nahe die ersten Häuser des Dorfes Althütte, während über dem östlichen Äcker und Wiesen die Hochebene bedecken. Er passiert eine frühere Pumpstation der Wasserversorgung von Althütte, etwas danach mündet aus dem Nordnordosten das 1,8 km lange Voggenbächle, dessen unterer Talgrund ebenfalls im Schutzgebiet liegt.
An dessen Anfang ist der tief in die Hochebene eingekerbte Bach bis zu zwei Meter breit, gegen dessen Ende nach etwa 1,3 Bachkilometern bis zu sechs Meter. Er fließt, meist tief unter seinen Ufern, über teils sandigem, teils aus Sandsteinplatten bestehendem Grund, auf dem oft große Steinblöcke liegen. Die Zuflüsse in diesem Abschnitt sind teils in Felsklingen eingeschnitten. Die Abstürze am Ende der Steinplatten sind gegen Ende des Naturschutzgebietes bis zu vier Meter hoch („Strümpfelbachwasserfälle“).
Nach dem Schutzgebiet weitet sich der bisher recht enge Talgrund etwas und bald endet der geschlossene Wald auf der Talsohle. Der Bach selbst wird aber weiterhin von einem teils recht breiten Auwaldstreifen begleitet, der unter dem nunmehr zur Gemeinde Rudersberg gehörenden Strümpfelhof am rechten offenen Hang kurz aussetzt.

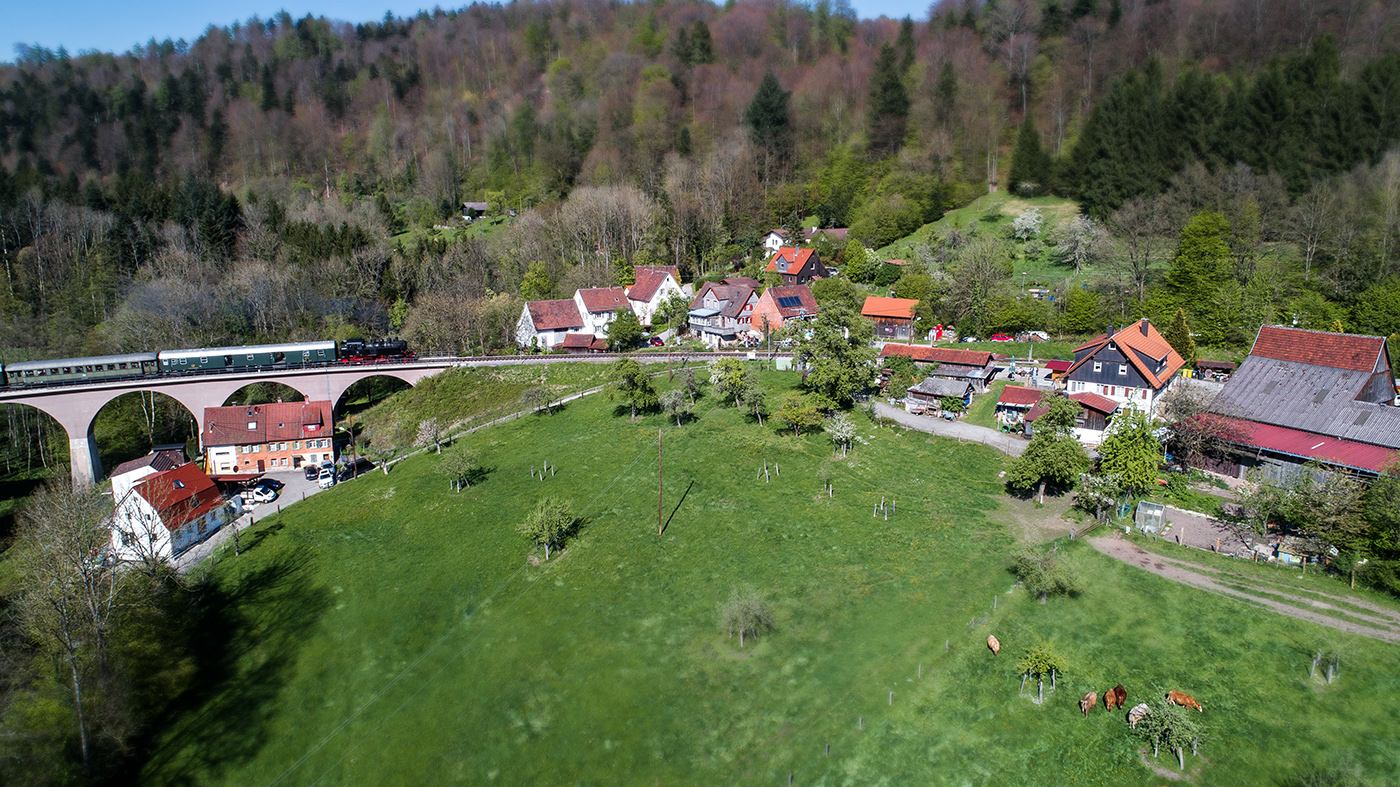
Das Strümpfelbachviadukt der Wieslauftalbahn überquert beim Rudersberger Weiler Steinbach die unterste Talmulde

Dann überspannt den Bach das Strümpfelbachviadukt der Wieslauftalbahn, an dessen linkem Brückenkopf der Rudersberger Weiler Steinbach am Unterhang steht. Der Bach läuft danach bald wieder in seinem Auwaldstreifen noch etwa 300 Meter über den Talgrund des wenig zuvor aus seinem Schluchtabschnitt ausgetretenen Flüsschens und fließt dann beim Rudersberger Sauerhöfle auf etwa 330 m ü. NHN von rechts in die mittlere Wieslauf ein.
Der Strümpfelbach mündet nach 5,8 km langem Lauf mit mittlerem Sohlgefälle von etwa 30 ‰ rund 175 Höhenmeter unterhalb seiner Waldquelle südlich von Fautspach.

### Einzugsgebiet
Das Einzugsgebiet des Strümpfelbachs ist 9,2 km² groß. Es liegt, naturräumlich gesehen, überwiegend im Unterraum Murrhardter Wald der Schwäbisch-Fränkische Waldberge, allein etwa ein Fünftel der Fläche im Südosten mit den Randhöhen linksseits des Voggenbächles und des folgenden Strümpfelbach-Unterlaufs sowie der Mündungsbereich rechnet zum Unterraum Vorderer Welzheimer Wald des Nachbar-Naturraums Schurwald und Welzheimer Wald. Der höchste Punkt liegt auf über 570 m ü. NHN ganz im Norden auf der flachen Kuppe des mit 572,7 m ü. NHN höchsten Bergs Hohenstein des Murrhardter Waldes.
Die nordöstliche Hälfte des Einzugsgebietes ist fast vollständig mit Wald bestanden, in der anderen mischen sich Waldanteile in den Klingen und an ihren Hängen mit offenen Rodungsinseln auf der Höhe. Die größte davon liegt rechtsseits des Mittellaufes um den Weiler Schöllhütte und den innerhalb liegenden Teil des damit zusammengewachsenen Dorfes Althütte. Die übrigen Weiler und Wohnplätze darin sind diesen beiden gegenüber klein. In der offenen Flur gibt es mehr Wiesen als Äcker. Etwa vier Fünftel des Gebietes im Norden und Südwesten gehören zur Gemeinde Althütte, der Rest verteilt sich auf die Gemeinde Kaisersbach im Südosten und die Gemeinde Rudersberg im Süden, die den geringsten Anteil hat.
Reihum grenzen die Einzugsgebiete der folgenden Nachbargewässer an:
- Jenseits der gesamten östlichen Wasserscheide konkurriert die obere Wieslauf mit ihren kurzen rechten Zuflüssen;
- im Südwesten fließt der Igelsbach unterhalb des Strümpfelsbachs zur Wieslauf, die selbst über die Rems zum Neckar entwässert;
- im Westen liegt das Quellgebiet des Däfernbachs, dessen Abfluss über den Brucher Bach, die Weißach und dann die Murr nach demjenigen der Rems in den Neckar gelangt;
- im Nordwesten liegt das Quellgebiet des rechten Weißach-Oberlaufs Glaitenbach;
- im Norden fließt jenseits des Hohenstein der Fautsbach zur obersten Murr.

### Zuflüsse und Seen
Hierarchische Liste der Zuflüsse und  Seen und  Hochwasserrückhaltebecken von der Quelle zur Mündung. Gewässerlänge, Seefläche, Einzugsgebiet und Höhe nach den entsprechenden Layern auf der Onlinekarte der LUBW. Andere Quellen für die Angaben sind vermerkt.
Auswahl.
Ursprung des Strümpfelbachs auf etwa 505 m ü. NHN im nördlichen Ochsenhau ca. 0,9 km südlich von Althütte-Fautspach.
- Durchfließt nach etwa 300 Metern etwa 495 m ü. NHN einen Waldteich im Ochsenhau, ca. 0,1 ha.[LUBW 8]
- (Waldzufluss aus dem westlichen Ochsenhau), von rechts und Westen auf etwa 479 m ü. NHN, unter 0,4 km[LUBW 9] und unter 0,2 km². Entsteht auf etwa 491 m ü. NHN. Hat zwei Oberlaufzweige.
  -  Durchfließt kurz vor der Mündung auf etwa 480 m ü. NHN einen hinter einem Wegdamm angestauten Waldteich, unter 0,1 ha.[LUBW 8]
- (Waldzufluss aus dem östlichen Ochsenhau), von links und Ostnordosten auf etwa 476 m ü. NHN kurz nach der Brücke eines ausgebauten Waldwegs über den Strümpfelbach, 0,7 km und ca. 0,3 km². Entsteht auf etwa 425 m ü. NHN.
- Passiert auf etwa 472 m ü. NHN den wenig rechtsseits schüttenden Gottschicksbrunnen.
- (Waldbach), von links und Osten auf etwa 464 m ü. NHN etwa 200 Meter nach dem Gottschicksbrunnen, 0,7 km und ca. 0,2 km². Entsteht auf etwa 522 m ü. NHN etwa 200 Meter westlich des Wanderparkplatzes nördlich von Kaisersbach-Fratzenwiesenhof.
- (Waldbach), von links und Ostnordosten auf etwa 455 m ü. NHN etwa 200 Meter vor dem Austritt des Strümpfelbachs aus dem Ochsenhau, 0,5 km und ca. 0,1 km². Entsteht auf etwa 514 m ü. NHN etwa 300 Meter westlich des Fratzenwiesenhofs.
- (Waldbach), von links und Ostnordosten auf etwa 448 m ü. NHN am Waldaustritt, 0,7 km und unter 0,3 km². Entsteht auf etwa 510 m ü. NHN im Waldrand westlich von Kaisersbach-Fratzenklingenhof. Der Lauf trennt das Waldgewann Ochsenhau rechts vom Waldgewann Tonholz links.
- Steinbach, von rechts und Nordwesten auf 444,7 m ü. NHN[LUBW 10] am Spiel- und Grillplatz Steinbachtal, 2,6 km und ca. 1,7 km². Entsteht auf etwa 545 m ü. NHN am Südostabfall des Hohensteins.
Der Strümpfelbach selbst hat bis zu diesem Zufluss erst eine Länge von 2,1 km, jedoch schon ein Teileinzugsgebiet von ca. 2,0 km².
  - (Bach vom Hetzelsberg), von rechts und Westen auf etwa 494 m ü. NHN nördlich von Waldenweiler, unter 0,2 km[LUBW 9] und unter 0,1 km². Entsteht auf etwa 504 m ü. NHN in den Hohwiesen. Fließt unbeständig in einer Baumgalerie.
  -  Durchfließt auf Höhen um etwa 290 m ü. NHN das halbe Dutzend Teich des Kleinen Sees nordnordöstlich von Waldenweiler, zusammen 0,4 ha.
  - (Bach aus dem Ochsenhau), von links und Nordnordosten auf etwa 468 m ü. NHN östlich von Waldenweiler, ca. 0,4 km[LUBW 9] und über 0,1 km². Entsteht auf etwa 508 m ü. NHN.
  - (Bach aus dem Langwiesenwald), von links und Nordosten auf etwa 466 m ü. NHN östlich von Waldenweiler, über 0,2 km[LUBW 9] und unter 0,1 km². Entsteht auf etwa 498 m ü. NHN.
  - (Klingenbach), von rechts und Westsüdwesten auf etwa 464 m ü. NHN im Langwiesenwald, 0,7 km und über 0,2 km². Entsteht auf etwa 490 m ü. NHN an den Christleäckern wenig östlich von Waldenweiler.
  - (Klingenbach), von rechts und Westsüdwesten auf etwa 461 m ü. NHN nördlich des Schlichenhöfles, über 0,2 km[LUBW 9] und ca. 0,1 km². Entsteht unbeständig auf etwa 476 m ü. NHN im Schlichenhöfle.
  -  Auf der westlichen Wasserscheide zwischen dem vorigen, dem übernächsten und dem linken Ast des Kuhbachs liegt auf etwa 505 m ü. NHN ein Weiher in einem aufgelassenen Steinbruch mit unklarer Abflussrichtung im Höhenwald Bühlhau, 0,3 ha.
  -  Passiert auf unter 460 m ü. NHN einen länglichen Tümpel am rechten Ufer, unter 0,1 ha.
  - (Klingenbach zwischen Langwiesenwald und Ripp), von rechts und Westsüdwesten auf etwa 456 m ü. NHN nordöstlich von Schlichenhöfle, 0,4 km[LUBW 9] und ca. 0,1 km². Entsteht unbeständig auf etwa 482 m ü. NHN im Wald wenig nördlich von Schlichenhöfle.
- (Bach aus dem Bühlhau), von links und Westnordwesten auf etwa 444 m ü. NHN am Spiel- und Grillplatz Steinbachtal vor der L 1120 Schöllhütte–Ebni, 1,3 km und ca. 0,6 km². Entsteht auf etwa 493 m ü. NHN im Bühlhau westlich von Schlichenhöfle.
  - Kuhbach, von rechts und Westsüdwesten auf etwa 458 m ü. NHN zwischen Schlichenhöfle im Norden und Schöllhütte im Süden, 0,5 km und unter 0,2 km². Entsteht auf etwa 485 m ü. NHN im Wald nördlich des Feuerwehrmagazins von Schöllhütte.
- Passiert einen Waldteich rechts am Lauf auf etwa 442 m ü. NHN, unter 0,1 ha.
- (Waldklingenbach), von links und Osten auf etwa 442 m ü. NHN gegenüber dem vorigen, ca. 0,4 km[LUBW 9] und ca. 0,1 km². Entsteht auf unter 480 m ü. NHN nahe dem Oberen Voggenhof.
- (Bach aus den Brunnenäckern), von rechts und Westsüdwesten auf etwa 433 m ü. NHN kurz vor Althütte-Nonnenmühle, 1,0 km und ca. 0,5 km². Entsteht auf etwa 580 m ü. NHN nahe der evangelischen Kirche von Althütte.
  - (Bach aus dem Langenhau), von links und Westen auf etwa 444 m ü. NHN zwischen den Ortsrändern von Schöllhütte im Norden und Althütte im Süden, 0,7 km und über 0,2 km². Entsteht auf etwa 477 m ü. NHN nahe dem Rathaus von Althütte.
- (Klingenbach), von links und Nordosten auf etwa 432 m ü. NHN an der Nonnenmühle, ca. 0,5 km[LUBW 9] und unter 0,2 km². Entsteht auf etwa 468 m ü. NHN sückich des Oberen Voggenhofs.
  -  Im unteren Mündungswinkel liegen bei der Nonnenmühle auf etwa 450 m ü. NHN und darunter zwei Teiche, zusammen über 0,1 ha.
- Durchfließt auf etwa 427 m ü. NHN bei zwei isolierten Gebäuden einen Teich, unter 0,1 ha.
- Voggenbächle, von links und Nordnordosten auf etwa 405 m ü. NHN in der Talschlucht zwischen Kaisersbach-Hägerhof im Osten und Althütte im Westen, 1,8 km und ca. 1,4 km². Entsteht auf etwa 512 m ü. NHN im Wald nahe dem westlichsten Haus von Kaisersbach-Ebni. Ist fast auf ganzer Länge Grenzbach zwischen den Gemeinden Althütte und Kaisersbach.
  - (Waldklingenbach aus dem nördlichen Schweizergehren), von links und Ostnordosten auf etwa 455 m ü. NHN gegenüber dem Mittleren Voggenhof, 0,5 km und ca. 0,2 km². Entsteht auf etwa 500 m ü. NHN im Wald nahe dem südwestlich Ortsrand von Ebni.
  - (Waldbach aus der Rossklinge), von links und Osten auf etwa 440 m ü. NHN, 0,7 km und ca. 0,2 km². Entsteht auf etwa 512 m ü. NHN zwischen dem Wohnplatz Grasgehren von Kaisersbach im Norden und dessen Ortswüstung Holzbuckel im Süden.
  - (Waldbach der Grenzklinge), von links und Osten auf etwa 421 m ü. NHN, 0,7 km und ca. 0,2 km². Entsteht auf etwa 510 m ü. NHN zwischen dem Hägerhof im Südosten und der Ortswüstung Holzbuckel wenig im Nordosten. Wenig östlich fließt eine andere Grenzklinge ostwärts zur oberen Wieslauf.
- (Bach vom Klösterle her), von rechts und Nordwesten auf etwa 398 m ü. NHN, 0,7 km und ca. 0,2 km². Entsteht auf etwa 470 m ü. NHN in Althütte neben der Straße Im Klösterle
- Kandelbach, von links und Osten auf etwa 394 m ü. NHN im Bereich der Strümpfelbacher Wasserfälle, 0,9 km und ca. 0,3 km². Entsteht auf etwa 520 m ü. NHN am Rand des Kohlwalds südöstlich des Hägerhofs.
- Kohlbach, von links und Osten unter 380 m ü. NHN nach den Strümpfelbacher Wasserfälles, 0,7 km und über 0,2 km². Entsteht auf etwa 512 m ü. NHN im Wald Kohlgehr(e)n.
- Kellerklingenbach, von links und Ostnordosten auf etwa 347 m ü. NHN bei Rudersberg-Steinbach, 0,5 km und ca. 0,3 km². Entsteht auf etwa 510 m ü. NHN östlich von Kaisersbach-Kellerklinghöfle.

Mündung des Strümpfelbachs von rechts und Norden auf ca. 330 m ü. NHN bei Rudersberg-Sauerhöfle in die mittlere Wieslauf. Der Bach ist 5,8 km lang und hat ein 9,2 km² großes Einzugsgebiet.

## Geologie
Weit überwiegend steht im Einzugsgebiet der Stubensandstein (Löwenstein-Formation) an, doch ragen die größeren Erhebungen bis in den Unterjura, insbesondere der Hohenstein ganz im Norden, der eine Decke von Angulatensandstein trägt, um die am Oberhang ein Ring von Psilonotenton und darunter von Knollenmergel (Trossingen-Formation) liegt. Der Kamm im südlichen Teil der östlichen Wasserscheide zur oberen Wieslauf hin ragt ebenfalls bis hinauf zum Knollenmergel, Psilonotenton oder sogar Angulatensandstein.
Keuperschichten unter dem Stubensandstein sind erst im Untertal angeschnitten. Kurz vor dem Zulauf des Voggenbächles liegen in beiden Tälern Obere Bunte Mergel (Mainhardt-Formation), dem auf dem Talgrund der Kieselsandstein (Hassberge-Formation), die Unteren Bunten Mergel (Steigerwald-Formation), kurz der Schilfsandstein (Stuttgart-Formation) und zuletzt der Gipskeuper (Grabfeld-Formation) folgt.
In der Talmulde gibt es deutlich jüngere quartäre Über- und Einlagerungen, noch vor dem Zusammenfluss mit dem Steinbach bis etwas nach der Nonnenmühle holozänes Auensediment. Weiter abwärts nach einer talquerenden Störungslinie etwa an der Zumündung des Kohlbachs, deren Tiefscholle bachaufwärts liegt, setzt das Auensediment im Kieselsandstein wieder ein. Es setzt sich in den Unteren Bunten Mergel und dann im Gipskeuper bis hin zur Mündung fort. Kurz vor dieser liegen im Wieslauftal pleistozäne Terrassensedimente beidseits des Strümpfelbachs.
Im Einzugsgebiet sind ein halbes Dutzend Geotope meist im Stubensandstein ausgewiesen. Die Aufschlüsse sind meist ehemalige Steinbrüche oder Klingen, in denen es mehrfach für die Region typische Hohlkehlen unter diese überragenden, besonders erosionsresistenten Bänken des Stubensandsteins gibt.

## Schutzgebiete
Das 43 ha große Naturschutzgebiet Strümpfelbachtal erstreckt sich im Talgrund von etwas abwärts der Nonnenmühle bis zur Mündung des Kohlbachs. Es umfasst auch den überwiegenden Teil desjenigen des Voggenbächles, das in diesem Bereich in den Strümpfelbach mündet.
Fast das ganze nördliche und insgesamt über die Hälfte des Einzugsgebietes liegt in Wasserschutzgebieten.
Der größte Teil des Einzugsgebietes gehört zu Landschaftsschutzgebieten, unter denen das Gebiet Murrhardter Wald die größte Fläche einnimmt, dazu kommen die Gebiete Ebnisee und Schornbach-, Wieslauf-, Urbach- und Bärenbachtal mit angrenzenden Höhen und Sünchenberg sowie ein Randzwickel eines vierten.
Der Naturpark Schwäbisch-Fränkischer Wald umfasst das gesamte Einzugsgebiet.

## Mühlen am Strümpfelbach
Die Wassermühlen am Strümpfelbach waren zumeist Sägemühlen, in denen die geschlagenen Baumstämme zu Balken, Bohlen und Bretter verarbeitet wurden. Die Sägewerke waren oft im Besitz von Eigentümergemeinschaften aus wohlhabenden Waldbauern. Am Strümpfelbach gab es einst fünf Mühlen:
- ⊙ Kreuzsägmühle (1846 von Johann Sylvester Gauß errichtet; Ende der 1960er Jahre stillgelegt und abgerissen)
- ⊙ Nonnenmühle (war die älteste Mühle; bereits 1284 erwähnt; 1961 stillgelegt; 2005 abgebrannt)
- ⊙ Nonnensägmühle (noch vorhanden; 1696 erwähnt; Zu Beginn des 19. Jahrhunderts verfallen und 1855 wiederaufgebaut; um 1930 stillgelegt)
- ⊙ Voggenhofer Sägmühle (1765 erstmals erwähnt; zwischen 1880 und 1890 abgerissen)
- ⊙ Westliche Hägerhofer Sägmühle (auch Lochersmühle genannt; erstmals 1696 erwähnt; vor 1835 abgegangen)

## Tourismus
Im Einzugsgebiet des Strümpfelbachs verlaufen einige Wanderwege des Schwäbischen Albvereins.
  Der Georg-Fahrbach-Weg auf seiner Etappe zwischen Murrhardt und Rudersberg läuft zwischen Hohenstein und Althütte-Waldenweiler am Westrand des obersten Einzugsgebietes südwärts.
Von ihm zweigt in Althütte ein mit rotem Kreuz markierter Wanderweg nach Ostnordosten ab, der bei der Nonnenmühle den Strümpfelbach quert und zum Ebnisee läuft. An diesem wiederum setzt an der Nonnenmühle ein mit blauem Kreis markierter Weg an, der südwärts neben dem Strümpfelbach talabwärts bis ins Wieslauftal läuft. Durchs Nebental des Kandelbachs steigt von ihm ein mit gleichem Symbol markierter Weg zur östlichen Wasserscheide beim Kaisersbacher Hägerhof auf.
Der Rundwanderweg Brunnen- und Bächlestour läuft vom Wanderparkplatz an der L 1120 dem linken Oberlauf entlang nach Norden in den Ochsenhau, kehrt sich im Wald rechts herum nach Süden, quert linke Seitentäler des Strümpfelbachs bis hinunter zum Hägershof, steigt von dort zum Strümpfelbach an und folgt dann dem Bachlauf hinauf bis zum Ausgangspunkt.

### LUBW
Amtliche Online-Gewässerkarte mit passendem Ausschnitt und den hier benutzten Layern: Lauf und Einzugsgebiet des Strümpfelbachs

Allgemeiner Einstieg ohne Voreinstellungen und Layer: Daten- und Kartendienst der Landesanstalt für Umwelt Baden-Württemberg (LUBW) (Hinweise)
1. 1 2 3 4  Höhe nach dem Höhenlinienbild auf dem Hintergrundlayer Topographische Karte.
2. 1 2 3  Länge nach dem Layer Gewässernetz (AWGN).
3. 1 2  Einzugsgebiet nach dem Layer Basiseinzugsgebiet (AWGN).
4. ↑  Namen der Oberläufe nach
 * den Layern Gewässername und Gewässernetz
 * dem Hintergrundlayer Topographische Karte
 * dem Meßtischblatt 7023 Murrhardt von 1903 in der Deutschen Fotothek
5. ↑  Natur teilweise nach dem Layer Geschützte Biotope.
6. ↑  Seefläche nach dem Layer Stehende Gewässer.
7. ↑  Einzugsgebiet abgemessen auf dem Hintergrundlayer Topographische Karte.
8. 1 2  Seefläche abgemessen auf dem Hintergrundlayer Topographische Karte.
9. 1 2 3 4 5 6 7 8  Länge abgemessen auf dem Hintergrundlayer Topographische Karte.
10. ↑  Höhe nach grauer Beschriftung auf dem Hintergrundlayer Topographische Karte.
11. ↑  Geotope nach dem einschlägigen Layer.
12. ↑  Schutzgebiete nach den einschlägigen Layern.

### Andere Belege
1. ↑  Werte nach Abfluss-BW Gewässerknoten MQ/MNQ
2. ↑  Hansjörg Dongus: Geographische Landesaufnahme: Die naturräumlichen Einheiten auf Blatt 171 Göppingen. Bundesanstalt für Landeskunde, Bad Godesberg 1961. → Online-Karte (PDF; 4,3 MB)
3. ↑  Geologie nach den Layern zu Geologische Karte 1:50.000 auf: Mapserver des Landesamtes für Geologie, Rohstoffe und Bergbau (LGRB) (Hinweise)
4. ↑  Webseite zur Idyllischen Straße Tour B / Althütte – Brunnen- und Bächlestour.